# Danger Close Games
Danger Close Games (tên cũ là DreamWorks Interactive LLC và EA Los Angeles) là một cựu công ty phát triển trò chơi điện tử đóng tại Los Angeles, Hoa Kỳ. Công ty khởi đầu vào năm 1995 với tư cách là doanh nghiệp liên doanh của DreamWorks SKG và Microsoft (sau đó đổi sang Microsoft Games) với tên ban đầu là DreamWorks Interactive và các studio ở Redmond, Washington và Los Angeles.
Vào tháng 2 năm 2000, studio tại Los Angeles của DreamWorks Interactive được Electronic Arts mua lại và đổi tên thành EA Los Angeles, và đổi tiếp thành Danger Close Games vào năm 2010. Vai trò duy nhất của studio sau năm 2010 là phát triển các game trong loạt game Medal of Honor. Khi loạt game này tạm thời ngưng sản xuất vào tháng 1 năm 2013, Danger Close bị đóng cửa. Một số thành viên chuyển sang làm việc ở DICE LA (nay là Ripple Effect Studios), một studio phát triển game tại Los Angeles của DICE, một công ty con của Electronic Arts.

## Trò chơi phát triển khi là DreamWorks Interactive
| Tiêu đề                            | Ngày phát hành       | Hệ điều hành   |
| ---------------------------------- | -------------------- | -------------- |
| Someone's in the Kitchen!          | 1996                 | PC             |
| Goosebumps: Escape from Horrorland | 1996                 | PC             |
| The Neverhood                      | 31 tháng 10 năm 1996 | PC             |
| Skullmonkeys                       | 1997                 | PlayStation    |
| Jurassic Park: Chaos Island        | Tháng 5 năm 1997     | PC             |
| Goosebumps: Attack of the Mutant   | 1 tháng 5 năm 1997   | PC             |
| Dilbert's Desktop Games            | 30 tháng 12 năm 1997 | PC             |
| The Lost World: Jurassic Park      | 17 tháng 11 năm 1997 | PlayStation    |
| Small Soldiers                     | 30 tháng 9 năm 1998  | PlayStation    |
| Small Soldiers: Squad Commander    | 30 tháng 9 năm 1998  | PC             |
| Boom Bots                          | 1999                 | PlayStation    |
| T'ai Fu: Wrath of the Tiger        | 28 tháng 2 năm 1999  | PlayStation    |
| Antz                               | 30 tháng 9 năm 1999  | Game Boy Color |
| Jurassic Park: Trespasser          | 28 tháng 10 năm 1998 | PC             |
| Warpath: Jurassic Park             | 31 tháng 10 năm 1999 | PlayStation    |
| Medal of Honor                     | 11 tháng 11 năm 1999 | PlayStation    |
| Medal of Honor: Underground        | 23 tháng 19 năm 2000 | PlayStation    |
| Clive Barker's Undying             | 7 tháng 2 năm 2001   | PC             |

## Trò chơi phát triển khi là EA Los Angeles
| Tiêu đề                                                                                         | Ngày phát hành | Hệ điều hành                  |
| ----------------------------------------------------------------------------------------------- | -------------- | ----------------------------- |
| Medal of Honor: Frontline                                                                       | 2002           | PlayStation 2                 |
| Medal of Honor: Allied Assault Spearhead (Bản mở rộng)                                          | 2002           | PC                            |
| Medal of Honor: Rising Sun                                                                      | 2003           | Xbox, PlayStation 2, GameCube |
| Command & Conquer: Generals – Zero Hour (Bản mở rộng)                                           | 2003           | PC                            |
| GoldenEye: Rogue Agent                                                                          | 2004           | Xbox, PlayStation 2, GameCube |
| Medal of Honor: Pacific Assault                                                                 | 2004           | PC                            |
| Medal of Honor: European Assault                                                                | 2005           | Xbox, PlayStation 2, GameCube |
| The Lord of the Rings: The Battle for Middle-earth                                              | 2004           | PC                            |
| The Lord of the Rings: The Battle for Middle-earth II                                           | 2006           | PC, Xbox 360                  |
| The Lord of the Rings: The Battle for Middle-earth II: The Rise of the Witch-king (Bản mở rộng) | 2006           | PC                            |
| Command & Conquer 3: Tiberium Wars                                                              | 2007           | PC, Mac, Xbox 360             |
| Medal of Honor: Airborne                                                                        | 2007           | PlayStation 3, Xbox 360, PC   |
| Command & Conquer 3: Kane's Wrath (Bản mở rộng)                                                 | 2008           | PC, Xbox 360                  |
| Boom Blox                                                                                       | 2008           | Wii                           |
| Command & Conquer: Red Alert 3                                                                  | 2008           | PlayStation 3, Xbox 360, PC   |
| Command & Conquer Red Alert 3: Uprising (Bản mở rộng)                                           | 2009           | PC                            |
| Boom Blox Bash Party                                                                            | 2009           | Wii                           |
| Command & Conquer 4: Tiberian Twilight                                                          | 2010           | PC                            |
| Medal of Honor (2010 video game) (Single-player aspect)                                         | 2010           | PlayStation 3, Xbox 360, PC   |

## Trò chơi trong tương lai được phát triển bởi EA Los Angeles
- Mercs Inc (working title) — (TBC)

## Các trò chơi bị hủy bỏ được phát triển bởi EA Los Angeles
- Medal of Honor: Fighter Command[2] — (PlayStation 2)
- Tiberium — (PlayStation 3, Xbox 360 and PC)
- Bejeweled 2 — (PlayStation 3, Xbox 360, Nintendo DS/Nintendo DSi)
- LMNO — (PlayStation 3, Xbox 360 and PC)

## Nhóm Danger Close Games
Là một nhóm hình thành trong EA Los Angeles. Dự án đầu tiên của họ là chế độ chơi đơn của Medal of Honor cho PlayStation 3, Xbox 360 và PC PlayStation 
.